# Грецька рятувальна команда

Сирійські та іракські біженці приїжджають до Скала Сікаміас Лесбос у Греція

Грецька рятувальна команда (ГРК) — неурядова організація пошуково-рятувального спрямування, яка працює в Егейському морі. Вона складається із добровольців і функціонує з 1978 року. З 1994 року ГРК працює як асоціація, та співпрацює з міністерством закордонних справ Греції й Європейським Союзом. Грецька рятувальна команда була нагороджена Премією Нансена у 2016 році.

## Історія
Грецька рятувальна команда була заснована 1978 року, як асоціація функціонує з 1994 року. ГРК сертифікована Генеральним секретаріатом з цивільного захисту Міністерства громадського порядку та захисту громадян з реєстраційним номером 6, а також Міжнародною консультативною групою з пошуку та порятунку ООН з 23 червня 2005 року.

## Місія
Організація має кілька цілей. Однією з головних цілей є надання допомоги громаді. Це передбачає проведення гуманітарної місії, запобігання ризику, першої допомоги, життєзабезпечення, підготовки та навчання в пошукових операціях. Організація займається проведенням рятівних робіт в Греції та за кордоном у випадках надзвичайних ситуацій, ліквідації наслідків катастроф або серйозних екологічних катаклізм, таких як землетруси, чи в ситуаціях, коли люди знаходяться на межі виживання (лавини, повені, лісові пожежі). Також проводяться операції з пошуку пропалих осіб, особливо в гірських або морських зонах. Допомога надається будь-кому, хто просить про неї. Інша головна мета полягає у забезпеченні гуманітарного супроводу при надзвичайних ситуаціях, харчових продуктів, будь-яких інших видів допомоги, таких як відновлення для населення третіх країн, а особливо країн, що розвиваються, а також прийняття рішень, які можуть сприяти економічному та соціальному розвитку цих країн. Реалізація цих програм може бути здійснена через роботу з надійним місцевими партнерами або через мобілізацію місцевої громади. ГРК також проводить технологічні дослідження та експериментальний розвиток інноваційних методів, продуктів та послуг у сферах порятунку, запобігання та безпеки, ІТ, телекомунікацій та медицини. ГРК також створена для надання соціальних послуг, допомоги та фінансової підтримки вразливих груп та людей з обмеженими можливостями. Грецька рятувальна команда хоче також підвищити соціальну обізнаність та волонтерський рух серед громадян населення через інформаційні кампанії, освіту та заохочення. Надання допомоги Організацією провадиться без будь-якої расової, релігійної, політичної, економічної, соціальної та іншої дискримінації.

## Зусилля
Грецька рятувальна команда оберігає людей від Егейського моря та грецьких гір. В даний час працює не менше як 2500 добровольців. На грецьких островах розташовано 42 філії та 16 станцій ГРК. Штаб-квартира знаходиться в Салоніках.. Під час кризи біженців у 2015 році волонтери ГРК провели 1 035 рятувальних операцій, зберігши 2500 життів і забезпечивши безпеку більш як 7000 особам. Вони у співпрацюють з Офісом цивільного захисту Греції, грецькою авіацією, грецькою береговою охороною та пожежною службою.

## Співпраця
Грецька рятувальна команда постійно співпрацює з Офісом ООН з координації гуманітарних питань, Агентством з міжнародного співробітництва з питань розвитку Міністра закордонних справ Греції, а також з Управлінням з гуманітарних питань Європейського співтовариства. ГРК також є єдиною організацією в Греції, яка є членом Міжнародної комісії з альпійської порятунку (IKAR-CISA), Міжнародної федерації морської рятувальної справи (I.M.R.F.) та Міжнародної організації рятувальних собак (IRO).

## Набір волонтерів
ГРК проводить набір волонтерів через щорічний навчальний процес. Навчання проходить протягом декількох тижнів. Волонтери тренуються у порятунку в горах, на морі, під час стихійних лих, а також наданню першої допомоги. Під час кризи біженців ГРК спостерігала значний приплив добровольців.
Таким чином, функціонують дві дирекції, — оперативна та навчання — які мають штаб-квартиру в Центральному управлінні ГРК у Салоніках, в той же час як спеціалізовані відділи працюють у кожному відділенні по всій території Греції.

## Нагороди
- Премія Нансена 2016 року